# جزیره آرزو
جزیرهٔ آرزو یکی از جزایر دریاچه ارومیه است که در پارک ملی دریاچه ارومیه قرار دارد. وسعت این جزیره ۸۰۰ هکتار است.
طرحی برای استفاده از این جزیره به عنوان جزیرهٔ اختصاصی بانوان در دست اجرا است.